# A Semana (Cabo Verde)
A Semana é um jornal semanário cabo-verdiano fundado em 1991. Tem a sua sede em Praia, no concelho homónimo de Cabo Verde.